# Сен-Ламбер (Кальвадос)
Сен-Ламбе́р (фр. Saint-Lambert) — коммуна во Франции, находится в регионе Нижняя Нормандия. Департамент коммуны — Кальвадос. Входит в состав кантона Тюри-Аркур. Округ коммуны — Кан.
Код INSEE коммуны — 14602.

## Население
Население коммуны на 2010 год составляло 248 человек.
| 1962 | 1968 | 1975 | 1982 | 1990 | 1999 | 2010 |
| ---- | ---- | ---- | ---- | ---- | ---- | ---- |
| 338  | 269  | 253  | 220  | 219  | 201  | 248  |

## Экономика
В 2010 году среди 154 человек трудоспособного возраста (15—64 лет) 114 были экономически активными, 40 — неактивными (показатель активности — 74,0 %, в 1999 году было 69,0 %). Из 114 активных жителей работали 107 человек (61 мужчина и 46 женщин), безработных было 7 (1 мужчина и 6 женщин). Среди 40 неактивных 4 человека были учениками или студентами, 23 — пенсионерами, 13 были неактивными по другим причинам.